# Баве
Баве́ (фр. Bavay; лат. Bagacum, Bavacum) — коммуна во Франции, регион О-де-Франс, департамент Нор, кантон Онуа-Эмери. Расположена в 15 км от Валансьена, в 7 км от границы с Бельгией.
Население (2017) — 3 326 человек.

## История
В древности на месте нынешнего Баве располагался город Багакум, или Бавакум, бывший столицей германского племени нервиев. В период Римской империи Багакум был важным местом на пересечении дорог, в центре которого стоял разрушенный в XVII веке межевой столб, на месте которого в XIX веке была построена колонна. Баве был разрушен во время нашествия варваров и уже не смог вернуть утерянное положение. Он сильно пострадал во время войн XV, XVI и XVII веков. Одна из римских дорог связывала Баве с Тонгереном и далее шла на Кёльн.

## Экономика
Структура занятости населения:
- сельское хозяйство — 1,2 %
- промышленность — 15,3 %
- строительство — 4,7 %
- торговля, транспорт и сфера услуг — 38,6 %
- государственные и муниципальные службы — 40,2 %

Уровень безработицы (2017) — 18,5 % (Франция в целом — 13,4 %, департамент Нор — 17,6 %). 

Среднегодовой доход на 1 человека, евро (2017) — 18 620 (Франция в целом — 21 110, департамент Нор — 19 490).

## Администрация
Пост мэра Баве с 2019 года возглавляет Франсин Кайё-Коштё (Francine Cailleux-Caucheteux). На муниципальных выборах 2020 года возглавляемый ею левый список победил в 1-м туре, получив 51,13 % голосов.
| Период | Период | Фамилия            | Партия                                 | Примечания                     |
| ------ | ------ | ------------------ | -------------------------------------- | ------------------------------ |
| 1965   | 1977   | Альбан Вуазен      | Союз демократов в поддержку республики | депутат Национального собрания |
| 1977   | 1989   | Поль Дюпон         |                                        |                                |
| 1989   | 1995   | Андре Гравес       |                                        |                                |
| 1995   | 2001   | Марк Берке         |                                        |                                |
| 2001   | 2019   | Ален Фрео          | Союз демократов и независимых          |                                |
| 2019   |        | Франсин Кайё-Коштё | Социалистическая партия                |                                |

## Демография
Динамика численности населения, чел.

## Известные уроженцы
- Жан Лемер де Бельж (с 1473 до 1525) — французский поэт.

## Галерея

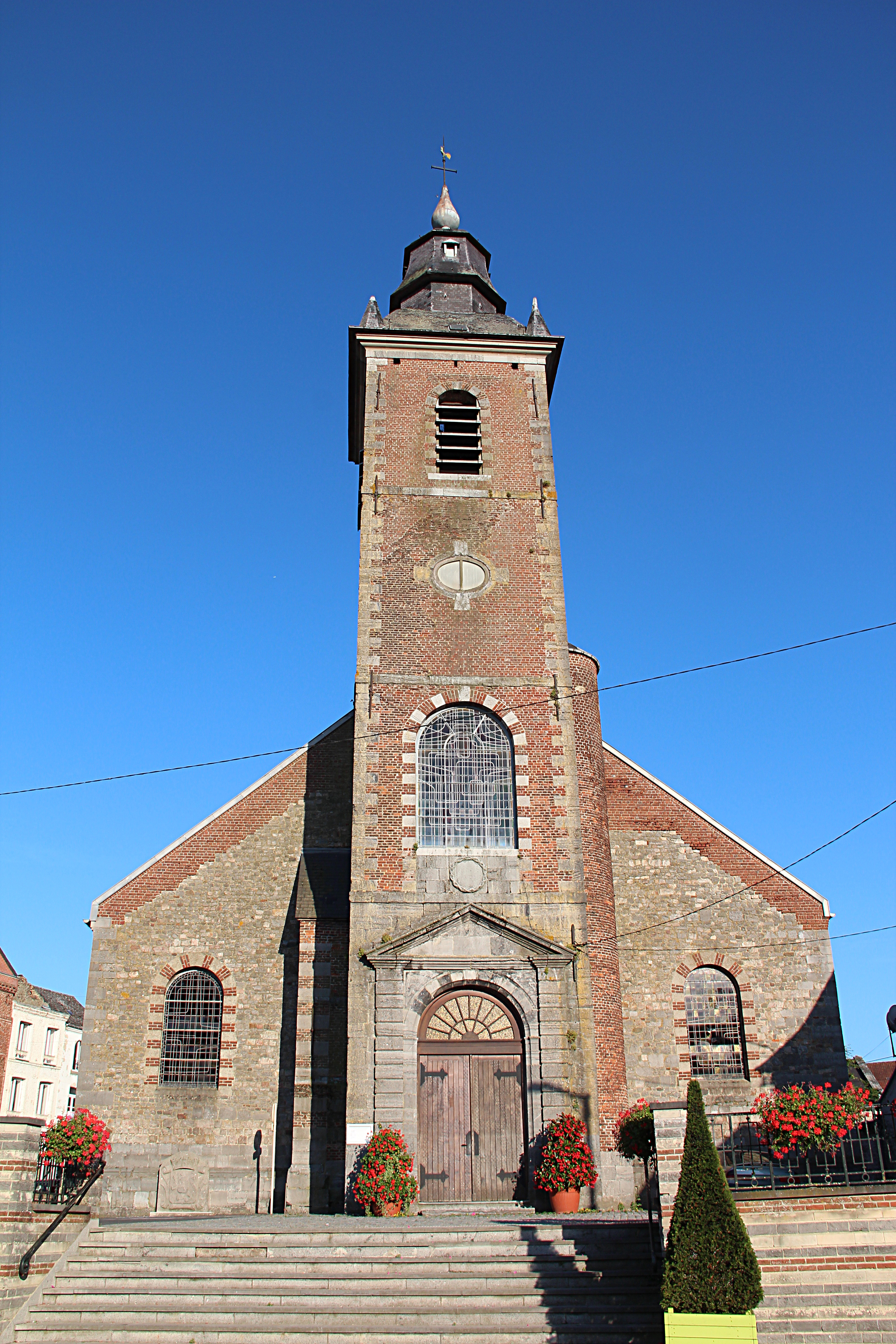
Церковь Нотр-Дам
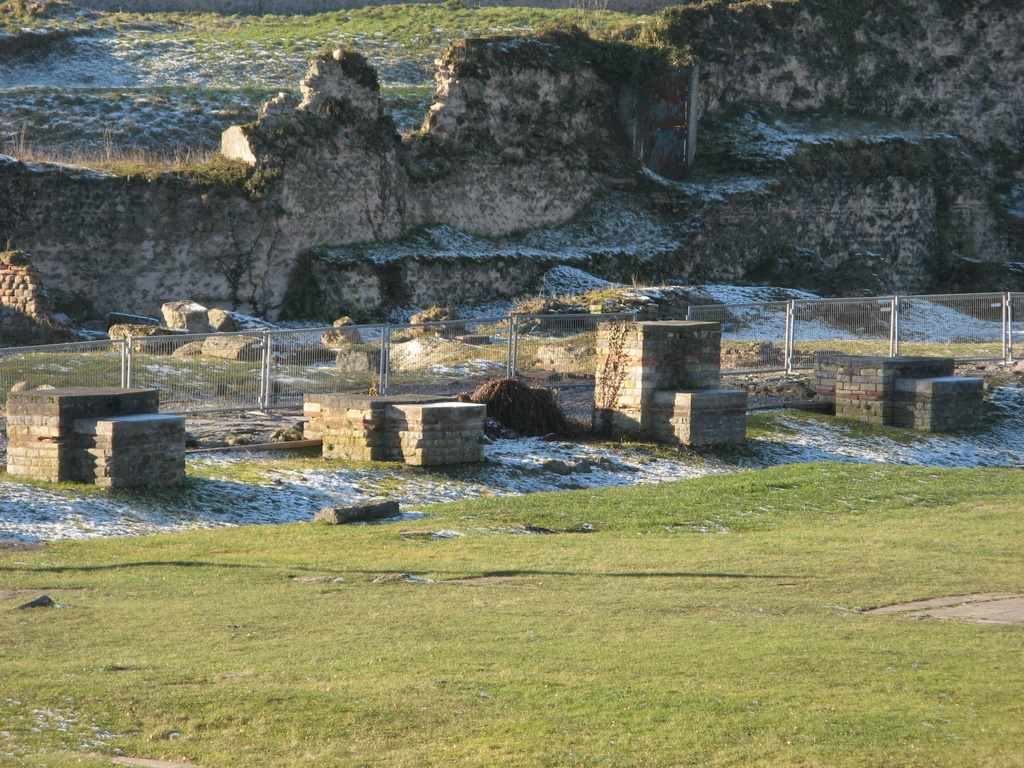
Багакум

1. 1 2  база данных о французских коммунах — Национальный географический институт Франции, 2015.